# جارد بيركنز
جارد بيركنز (بالإنجليزية: Jared Perkins)‏ هو سياسي أمريكي، ولد في 5 يناير 1793 في الولايات المتحدة، وتوفي في 15 أكتوبر 1854 في ناشوا في الولايات المتحدة. حزبياً، نشط في حزب اليمين. وقد انتخب عضو مجلس النواب الأمريكي.